# I See a Darkness
Az 1999-es I See a Darkness Bonnie ’Prince’ Billy (Will Oldham) hatodik nagylemeze, az első a művészneve alatt. Az album szerepel az 1001 lemez, amit hallanod kell, mielőtt meghalsz című könyvben.
Johnny Cash 2000-ben feldolgozta a címadó dalt, ezen a verzión Oldham háttérvokálozik. Ugyanezt a dalt feldolgozta Steve Adey is 2006-os albumán. A belga Yevgueni együttes elkészítetta a dal holland nyelvű verzióját Zo donker (Annyira sötét) címmel.

## Az album dalai
|     | Cím                         | Hossz |
| --- | --------------------------- | ----- |
| 1.  | A Minor Place               | 3:43  |
| 2.  | Nomadic Revery (All Around) | 3:58  |
| 3.  | I See a Darkness            | 4:49  |
| 4.  | Another Day Full of Dread   | 3:10  |
| 5.  | Death to Everyone           | 4:31  |
| 6.  | Knockturne                  | 2:17  |
| 7.  | Madeleine-Mary              | 2:31  |
| 8.  | Song for the New Breed      | 3:24  |
| 9.  | Today I Was an Evil One     | 3:52  |
| 10. | Black                       | 3:46  |
| 11. | Raining in Darling          | 1:54  |

## Fordítás
Ez a szócikk részben vagy egészben az I See a Darkness című angol Wikipédia-szócikk ezen változatának fordításán alapul.  Az eredeti cikk szerkesztőit annak laptörténete sorolja fel. Ez a jelzés csupán a megfogalmazás eredetét és a szerzői jogokat jelzi, nem szolgál a cikkben szereplő információk forrásmegjelöléseként.